# Варетти, Карло Витторио
Карло Витторио Варетти (итал. Carlo Vittorio Varetti; 1884 — 1963) — итальянский футболист. Один из основателей клуба «Ювентус», 6-й президент команды.
Выступал за «Ювентус» первые 7 лет существования команды, дебютировав 3 ноября 1900 года в матче с клубом «Торинезе» (поражение «Юве» 0:1), а последний матч проведя 2 марта 1907 года с клубом «Торино» (поражение «Юве» 1:4), и выиграл с клубом первый трофей — чемпионат Италии в 1905 году. После того, как президент клуба Альфредо Дик покинул команду и создал клуб «Торино», то Варетти стал президентом команды.

## Достижения
- Чемпион Италии: 1905

## Статистика
| 1900 | Чемпионат Италии | 1 | 0 |
| 1901 | Чемпионат Италии | 1 | 0 |
| 1902 | Чемпионат Италии | 4 | 0 |
| 1903 | Чемпионат Италии | 5 | 0 |
| 1904 | Чемпионат Италии | 4 | 0 |
| 1905 | Чемпионат Италии | 4 | 2 |
| 1906 | Чемпионат Италии | 3 | 0 |
| 1907 | Чемпионат Италии | 2 | 0 |